# Canthium simile
Canthium simile är en måreväxtart som beskrevs av Elmer Drew Merrill och Woon Young Chun. Canthium simile ingår i släktet Canthium och familjen måreväxter. Inga underarter finns listade i Catalogue of Life.